# 建國啤酒廠
25°02′45″N 121°32′07″E / 25.045877°N 121.535354°E
建國啤酒廠位於臺灣臺北市中山區，現亦稱台北啤酒工場，前身為高砂麥酒株式會社的酒廠，在日治時期為臺灣唯一一間生產啤酒的酒廠。其日治時期保存至今的建築於2000年6月30日公告為直轄市定古蹟，而二次大戰後才興建的釀造大樓、儲酒室與包裝工場則在2006年11月23日公告為臺北市歷史建築。該酒廠以維持傳統生產方式生產啤酒為特色之一，不過在2000年與2006年時曾因故停工。另外建國啤酒廠保留了過去使用的49株酵母，其中有5株更是從日治時期留存至今的酵母。
2023年，行政院副院長鄭文燦協議該地授於國立臺北科技大學作為校地，並於2024年4月16日召開審查會。

## 沿革
建國啤酒廠前身的高砂麥酒株式會社成立於大正八年（1919年）1月，由芳釀株式會社社長安部幸之助擔任社長，相關機械設備自美國夏威夷進口，作為原料的麥芽亦自國外進口，廠房則於當年4月動工、隔年4月落成；第一批產品則趕在「始政紀念日」6月17日前上市，為生啤酒。但創社初期，由於決策錯誤、設置超過銷售能力的生產設備，市場已有惠比壽啤酒與麒麟啤酒進駐，以及產品因原料而帶有苦味，市場反應不佳，經營不到兩年就負債290萬日圓；於是該公司遂改由股東後宮信太郎擔任專務，赤司初太郎擔任總經理。然而後來該公司在海外市場仍競爭困難，遂全力經營臺灣島內市場並從日本請來技師指導。
大正十一年（1922年），臺灣酒類的生產販售實施專賣制度，但是啤酒當時並不在專賣範圍裡。啤酒直到昭和八年（1933年）才納入專賣制度，不過由於臺灣總督府專賣局考量收購高砂麥酒的成本問題，因此生產方面仍委託高砂麥酒負責，販售部分則由專賣局收購後交由各地賣捌人（中盤商）與小賣人（小盤商）販售。而一直到日治時期結束為止，全臺灣只有高砂麥酒生產啤酒。
第二次世界大戰結束後，高砂麥酒改為「臺灣省專賣局臺北啤酒公司」，後來在民國三十六年（1947年）改為「臺灣省專賣局酒業有限公司臺北第二酒廠」，之後再改為「臺灣省菸酒公賣局第二啤酒廠」，民國六十四年（1975年）才改稱「建國啤酒廠」。而從1960年代開始，由於建國啤酒廠的產能已難以應付市場需求，公賣局遂先後增建了中興啤酒廠（臺中烏日）、成功啤酒廠（臺南善化）與復興啤酒廠（苗栗竹南）。民國八十四年（1995年），建國啤酒廠產業工會與臺灣省菸酒公賣局溝通建國啤酒廠活化保存事宜，並得到樂山文教基金會與專業者都市改革組織協助蒐集史料。民國八十六年（1997年）7月1日，建國啤酒廠改為復興啤酒廠建國廠區。民國八十七年（1998年），建國啤酒廠宣告在兩年後（2000年）關廠；隔年，行政院將建國啤酒廠的保存案移交臺北市政府處理，而該年年底建啤便停止投料、包裝線也在民國八十九年（2000年）7月停工。而後經過勘查、會議等過程後，臺北市政府在2000年公告建國啤酒廠為古蹟，決定要將建國啤酒廠以「活古蹟」的方向保存，計畫建設為文化園區。而建國啤酒廠決定復產後，一度引發復興廠員工的抗議，因為復興廠人力不足、後來有不少員工從建國廠調來；建國廠計畫復工後，工會方面提出建國廠人員有權請調回去，應盡快招考苗栗地區民眾補充復興廠人力，並應核發加班費用，改善工廠生產、休閒的環境等訴求。另外，臺北市政府曾將廠區西半部規劃為長安國中校地，不過因有反彈，隔年遂取消規劃。
民國八十九年（2000年）5月20日，中華民國總統陳水扁就職典禮，工人立法行動委員會邀集綠色公民行動聯盟、無殼蝸牛聯盟、建國啤酒廠產業工會等四個團體，帶著陳水扁在2000年中華民國總統選舉之前簽名承諾、而現在都面臨跳票之虞的承諾書，要求陳水扁履行承諾、不得跳票；為了呼應就職典禮上歌手張惠妹主唱的《中華民國國歌》，工人立法行動委員會請來莫那能演唱黑手那卡西工人樂隊作詞、套用《中華民國國歌》原曲的「新國歌」：「啥米主義，阿扁所宗？弱勢人民，不知所從。阿扁內閣，為誰前鋒？建國啤酒，絕不可廢。反對核四，縮短工時，房租抵稅，貫徹始終！」
民國九十年（2001年）3月19日，建國啤酒廠復工；4月，「建國廠區」廠務改由「瓶蓋工場」管轄。民國九十一年（2002年），公賣局改制為臺灣菸酒股份有限公司，「建國廠區」同時更名為「台北啤酒工場」；隔年（2002年）11月，「臺北啤酒工場」改由「竹南啤酒廠」管轄。民國九十五年（2006年）4月，臺灣菸酒公司疑因生產效率不彰而以機械歲修為由宣佈建國啤酒廠暫時停工，引起工會不滿；最後臺灣菸酒公司在民國九十六年（2007年）3月中旬重新投料，5月10日恢復包裝生產。而在2007年4月30日，臺灣菸酒公司將臺北啤酒工場業務從啤酒事業部的管轄獨立出來，暫時成立為「臺北啤酒文化園區管理處」，並於隔年（2008年）7月1日正式獨立建制為台北啤酒工場。

## 建築特色
建國啤酒廠內除了建於日治時期的磚造建築外，被指定為歷史建築的釀造大樓、儲酒室與包裝工場分別建於1964年、1955年與1966年。釀造大樓為七層樓建築，配置有原料處理設備。儲酒室為四層樓建築，配置有發酵系統設備。至於包裝工場為大跨距建築，樓高一層，主要配置著包裝設備。
而除了建築之外，建國啤酒廠還有開放式傳統發酵槽與早期鋁製的300公石酒桶，另有四座德國第三代銅製糖化釜，全世界僅存約十座，且只有建國啤酒廠繼續用來生產。

## 外部連結
- 臺灣菸酒公司台北啤酒工場 （页面存档备份，存于）